# PPPoA
PPPoA (Point-to-Point Protocol over ATM) è un protocollo per il trasporto di frame PPP all'interno di celle ATM AAL 5. Fornisce le caratteristiche standard di un protocollo PPP come l'autenticazione, la cifratura e la compressione. Se è utilizzato come metodo di connessione a incapsulamento su una rete ATM, si può ridurre leggermente l'overhead (circa 0,58%) rispetto al trasporto con PPPoE.